# (36980) 2000 SE336
2000 SE336 (asteroide 36980) é um asteroide da cintura principal. Possui uma excentricidade de 0.17933270 e uma inclinação de 1.80967º.
Este asteroide foi descoberto no dia 26 de setembro de 2000 por NEAT em Haleakala.